# Francesco Tiberi Contigliano
Francesco Tiberi Contigliano (ur. 4 stycznia 1773 w Contigliano, zm. 28 października 1839 w Rzymie) – włoski kardynał.

## Życiorys
Urodził się 4 stycznia 1773 roku w Contigliano, jako syn Antonia Tiberiego i Teresy Orsini. Studiował w Rzymie i uzyskał doktorat utrouqe iure. Został referendarzem Trybunału Sygnatury Sprawiedliwości i kanonikiem bazyliki liberiańskiej. Podczas francuskiej okupacji Rzymu, odmówił złożenia przysięgi lojalności, za co został deportowany na Korsykę. Po powrocie do Rzymu został audytorem Roty Rzymskiej i regentem Penitencjarii Apostolskiej. 2 października 1826 roku został wybrany tytularnym arcybiskupem Aten. W grudniu przyjął święcenia kapłańskie, a 27 grudnia przyjął sakrę. W 1827 roku został asystentem Tronu Papieskiego i nuncjuszem w Hiszpanii. 30 września 1831 roku został kreowany kardynałem in pectore. Jego promocja została ogłoszona na konsystorzu 2 lipca 1832 roku i nadano mu kościół tytularny Santo Stefano al Monte Celio. Tego samego dnia został arcybiskupem ad personam Jesi. Po czterech latach zrezygnował z zarządzania diecezją, a w 1837 roku został prefektem Trybunału Sygnatury Łaski. Zmarł 28 października 1839 roku w Rzymie.